# Operação Mártir Soleimani
Em 8 de janeiro de 2020, mísseis balísticos atingiram as bases aéreas de Al Asad e Erbil, no Iraque, na chamada Operação Mártir Soleimani. Segundo a mídia iraniana, foi relatado que os mísseis foram lançados pelo Irã em retaliação pela morte de Qasem Soleimani no ataque aéreo anterior ao Aeroporto Internacional de Bagdá em 2020.
Segundo a Agência de Notícias Estudantil Iraniana (ISNA), o Irã disparou "dezenas de mísseis terra a terra" nas bases americanas em território iraquiano e o governo do país rapidamente assumiu a responsabilidade pelo ataque. As autoridades americanas confirmaram que esses mísseis balísticos foram disparados de dentro do Irã para vários alvos no Iraque. A ISNA afirmou que os ataques eram uma abertura para uma operação militar conhecida como "Mártir Soleimani". A mídia iraniana também disse que "Oh Zahra" foi a palavra código usada para lançar os mísseis. O primeiro-ministro do Iraque, Adel Abdul Mahdi, foi avisado previamente do ataque pelos iranianos.
Segundo informações, entre 6 e 10 mísseis Fateh-313, de curto alcance, foram disparados pelos iranianos contra as instalações militares ocidentais na Base aérea de Al Asad e no Aeroporto Internacional de Erbil. Um míssil Qiam 1 atingiu o aeroporto de Erbil mas não explodiu, com três outros Qiam 1 falhando no ar e um outro explodiu a cerca de 20 milhas do aeroporto. De acordo com o exército iraquiano, cerca de 22 mísseis balísticos foram disparados de duas localidades entre as 01h45 e 02h15 da manhã contra as instalações de al-Asad e Erbil. Eles afirmaram que dezessete foram lançados contra Ayn al-Asad e cinco contra Erbil.

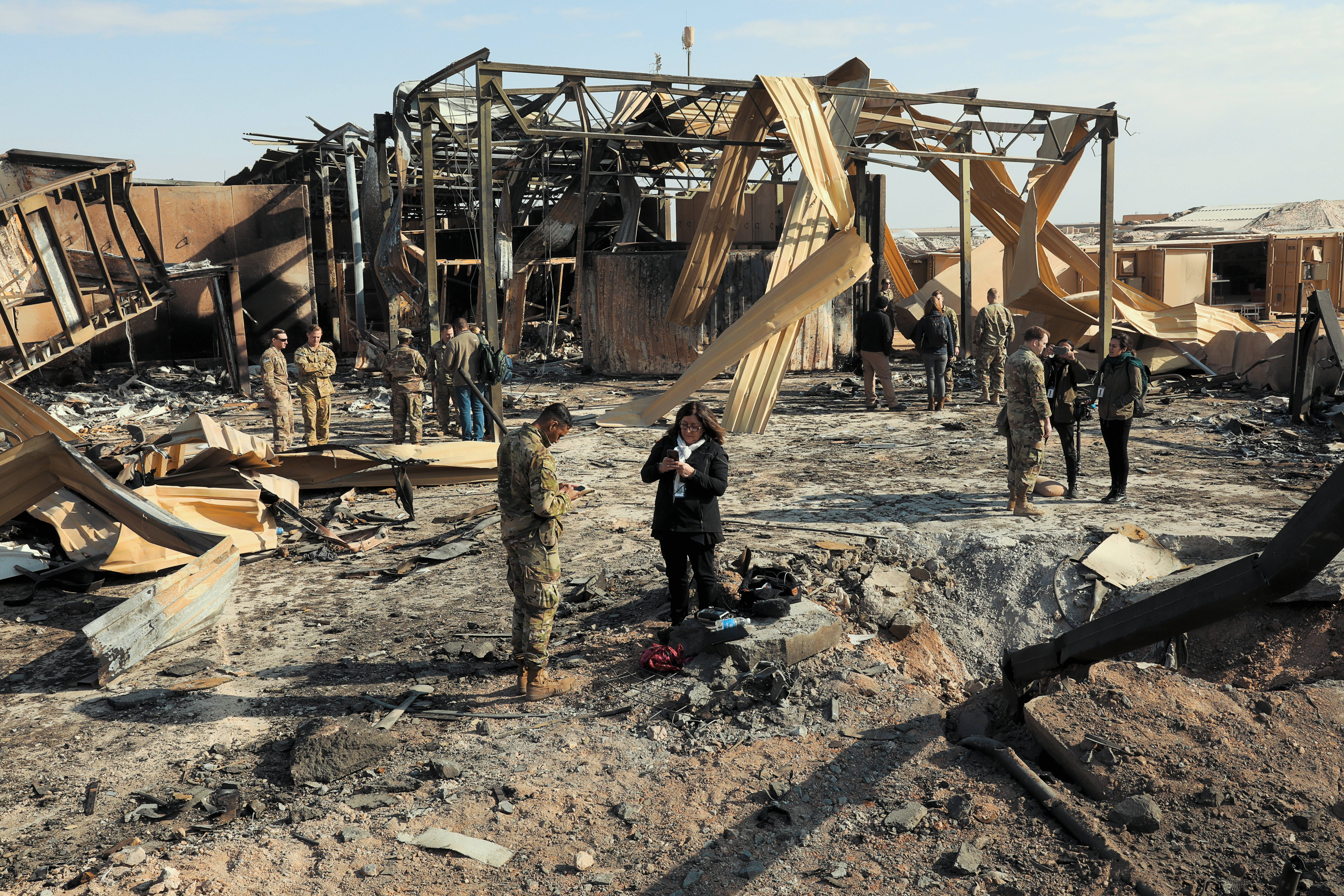
Militares americanos analisando os danos causados na Base Al Asad.

Relatórios iniciais divulgados pelos americanos mostraram que os ataques dos mísseis iranianos em Erbil e na base de Al Asad não causaram baixas ou danos extensos. Contudo, uma semana após o incidente, foi reportado que mais de 100 militares dos Estados Unidos foram evacuados e tratados com sintomas de concussão e traumatismo cranioencefálico. Já a mídia iraniana afirmou que ao menos 80 soldados inimigos foram mortos nos seus ataques, mas esta informação não foi verificada de forma independente.
No Irã, o líder supremo do país, Ali Khamenei, afirmou que ações militares "não seriam o bastante" e que a "presença corruptiva" dos Estados Unidos no Oriente Médio precisava acabar. Já o presidente americano, Donald Trump, afirmou que não iria retaliar militarmente pois ninguém ficou ferido nos ataques iranianos e as perdas materiais foram mínimas. Porém, Trump anunciou que buscaria ampliar as sanções econômicas ao Irã até que eles "mudassem seu comportamento".
Analistas sugerem que o fato do ataque iraniano não ter causado mortes nas bases americanas foi deliberado, com o propósito de não escalar o conflito ao provocar uma resposta militar americana. Contudo, Mike Pompeo, o Secretário de Estado dos Estados Unidos, afirmou que o ataque tinha sim intenção de matar.